# Алунишу (Брадулец)
Алунишу (рум. Alunișu) насеље је у Румунији у округу Арђеш у општини Брадулец. Oпштина се налази на надморској висини од 611 m.

## Становништво
Према подацима из 2011. године у насељу је живело 23 становника.